# Kent Smith
Pour les articles homonymes, voir Smith.
Kent Smith est un acteur américain né le 19 mars 1907 à New York, dans l'État de New York aux États-Unis et mort le 23 avril 1985 à Woodland Hills (États-Unis).

## Filmographie
- 1936 : L'Affaire Garden (The Garden Murder Case), d'Edwin L. Marin  : Woode Swift
- 1939 : Back Door to Heaven : John Shelley - as Adult (replaced by Van Heflin)
- 1942 : La Féline (Cat People) : Oliver 'Ollie' Reed
- 1943 : Three Cadets d'Otto Preminger : Captain A. Edwards
- 1943 : Les Enfants d'Hitler (Hitler's Children) : Professor 'Nicky' Nichols (Narrator)
- 1943 : Et la vie recommence (Forever and a Day) : Gates Trimble Pomfret
- 1943 : Vivre libre (This Land Is Mine) : Paul Martin
- 1943 : Three Russian Girls : John Hill
- 1944 : La Malédiction des hommes-chats (The Curse of the Cat People) : Oliver 'Ollie' Reed
- 1944 : Resisting Enemy Interrogation : Captain Reining - American Working for the Nazis
- 1944 : Youth Runs Wild : Danny Coates
- 1946 : Deux Mains, la nuit (The Spiral Staircase) : Dr Parry
- 1947 : L'Amant sans visage (Nora Prentiss) : Dr. Richard Talbot aka Robert Thompson
- 1947 : La Cité magique (Magic Town) de William A. Wellman : Hoopendecker
- 1947 : L'Aventure à deux (The Voice of the Turtle),d'Irving Rapper  : Kenneth Bartlett
- 1949 : Le Rebelle (The Fountainhead), de King Vidor : Peter Keating
- 1949 : Tête folle (My foolish Heart), de Mark Robson : Lewis H. Wengler
- 1950 : L'Esclave du gang (The damned don't gry) : Martin Blackford
- 1950 : This Side of the Law (en) de Richard L. Bare : David Cummins
- 1952 : Paula, de Rudolph Maté : John Rogers
- 1953 : The Philip Morris Playhouse (série télévisée) : Host (1953-1954)
- 1954 : King Richard II (TV) : Bolingbroke
- 1956 : Comanche : Quanah Parker
- 1957 : Sayonara de Joshua Logan : Lt. Gen. Mark Webster
- 1958 : Le Général casse-cou (Imitation General) de George Marshall : Brig. Gen. Charles Lane
- 1958 : L'Or du Hollandais (The Badlanders) : Cyril Lounsberry
- 1958 : Traquenard (Party Girl) : Jeffrey Stewart
- 1958 : The Mugger : Dr Pete Graham
- 1959 : Cette terre qui est mienne (This Earth is mine) : Francis Fairon
- 1960 : Strangers When We Meet : Stanley Baxter
- 1961 : Cet enfant est mien (Susan Slade) de Delmer Daves : Dr Fane
- 1962 : Un pilote dans la Lune (Moon Pilot) : Secretary of the Air Force
- 1963 : The Balcony : General
- 1963 : Au-delà du réel (série télévisée) : Dr Block dans l'épisode Du fond de l'enfer (It crawled out of the woodwork)
- 1964 : La Charge de la huitième brigade (A Distant Trumpet) : Secretary of War
- 1964 : Youngblood Hawke : Paul Winter Sr.
- 1964 : The Young Lovers : docteur Shoemaker
- 1964 : Peyton Place ("Peyton Place") (série télévisée) : Dr Robert Morton (1964-1965)
- 1966 : Le Dortoir des anges (The Trouble with Angels) d'Ida Lupino : oncle George Clancy
- 1967 : A Covenant with Death de Lamont Johnson : Parmalee
- 1967 : Le Diable à trois (Games) de Curtis Harrington : Harry Gordon
- 1967 : Les envahisseurs (The invaders) (Série télévisée)
- 1967 : Les Mystères de l'Ouest (The Wild Wild West) (série TV) - Saison 3 épisode 12, La Nuit de la Légion de la Mort (The Night of the Legion of Death), d'Alex Nicol : gouverneur Winston E. Brubaker
- 1968 : Kona Coast : Akamai
- 1968 : Les tueurs sont lâchés (Assignment to Kill) : Mr. Eversley
- 1968 : The Money Jungle (en) : Paul Kimmel
- 1969 : Une poignée de plombs (Death of a Gunfighter), de Don Siegel et Robert Totten : Andrew Oxley
- 1970 : Le Défi (The Games) de Michael Winner : Kaverley
- 1970 : How Awful About Allan (TV) : Raymond
- 1971 : La Dernière Chance (The Last Child) (TV) : Gus Iverson
- 1972 : Die Sister, Die! : Dr Thorne
- 1972 : Another Part of the Forest (TV) : Simon Isham
- 1972 : The Night Stalker (TV) : District Attorney Tom Paine
- 1972 : Search (TV) : Dr Laurent
- 1972 : The Crooked Hearts (TV) : James Simpson
- 1972 : Un juge pas comme les autres (The Judge and Jake Wyler) (TV) : Robert Dodd
- 1972 : Peter et Tillie (Pete 'n' Tillie) : Father Keating
- 1972 : The Snoop Sisters (TV) : Warren Packer
- 1973 : Les Horizons perdus (Lost Horizon) : Bill Fergunson
- 1973 : Maurie : Dr Walker
- 1973 : The Affair (en) (TV) : Mr. Patterson
- 1973 : The Cat Creature (TV) : Frank Lucas
- 1974 : Murder or Mercy (TV) : Judge
- 1974 : The Disappearance of Flight 412 (TV) : général Enright
- 1976 : Once an Eagle (feuilleton TV) : gén. Jacklyn
- 1977 : Billy Jack Goes to Washington

Il tenait un rôle récurrent dans la série Les Envahisseurs (1967)